# Игровой тест
«Игровой тест» (англ. Playtest) — второй эпизод третьего сезона телесериала «Чёрное зеркало». Главные роли исполнили Уайатт Рассел и Ханна Джон-Кеймен. Сценарий написал создатель сериала Чарли Брукер, режиссёром выступил Дэн Трахтенберг. Премьера состоялась на канале Netflix 21 октября 2016 года.

## Сюжет
Купер (Уайатт Рассел) оставляет дом, чтобы путешествовать. Он игнорирует звонки своей матери, потому что не может говорить с ней после того, как его отец умер от болезни Альцгеймера. В Лондоне Купер встречает журналистку Соню (Ханна Джон-Кеймен), с которой проводит ночь. На следующий день он выясняет, что деньги с его кредитки похитили и он остался без денег на завершение путешествия. Он возвращается к Соне и показывает ей приложение «Шабашка», в котором находит работу, предложенную разработчиком видеоигр — компанией SaitoGemu.
Работница компании Кэти (Вунми Мосаку) отводит Купера в белую комнату, чтобы протестировать новую технологию. Несмотря на то что она попросила Купера выключить телефон из соображений безопасности, он включает его, чтобы отправить Соне фотографию технологии, когда Кэти ненадолго выходит из комнаты. Вернувшись, она втыкает небольшое устройство в затылок Купера. Во время настройки устройства Куперу звонит его мать, однако Кэти отклоняет вызов. Купер играет в игру Whack-a-Mole, модифицированную под 3D-графику, после чего его приглашают принять участие в бета-тесте другой технологии. Кэти знакомит Купера с владельцем компании Шу (Кен Ямамура). Тот презентует Куперу технологию, которая анализирует мозг человека, чтобы выяснить, чего он боится. Кэти отвозит Купера в поместье и оставляет его в одиночестве, дав ему наушник для коммуникации с ней. После того как Купер наткнулся на нескольких чудовищ, созданных технологией в его воображении, он замечает, что наушник больше не работает.
Внезапно в поместье приезжает Соня и пытается убедить Купера, что эта игра опасна. Сначала он думает, что она — очередная голограмма, но, прикоснувшись к ней, понимает, что она настоящая. В ходе диалога он заводит её в тупик и всё же доказывает, что она всего лишь плод игры. После этого она бьёт его ножом. Купер убивает её, сам некоторое время чувствует боль от ранений, но скоро раны исчезают, вместе с ними исчезает и Соня. Кэти восстанавливает связь, сообщая Куперу, что он должен пойти в «точку доступа», если хочет прекратить участие в тесте. Купер выполняет её указания, однако Кэти говорит, что никакой точки доступа не существует. Она начинает задавать ему общие вопросы, и он осознаёт, что начинает терять воспоминания. Купер отчаянно пытается вырезать устройство из головы осколком разбитого им зеркала, в комнате появляются Кэти и Шу, которые говорят, что технология зашла слишком далеко в его мозг и не может быть удалена.
Купер просыпается в той самой комнате, где Кэти и Шу начали эксперимент. Они сообщают ему, что тест длился всего 1 секунду. Шу извиняется за страхи, которые пришлось пережить Куперу, заявив, что игра не должна заходить так далеко. Купер возвращается домой к матери, которая не узнаёт его и начинает набирать его номер на своём телефоне. После этого выясняется, что на самом деле Купер до сих пор в белой комнате и умирает из-за того, что телефонный звонок воздействовал на тест. Эксперимент длился 0,04 секунды, перед смертью Купер кричит «Мама». Кэти делает запись об инциденте в рабочий журнал.

## Производство
Ханна Джон Кеймен исполняет роль Сони в этом эпизоде, хотя уже снималась ранее в этом сериале — она исполнила второстепенную роль в эпизоде первого сезона «15 миллионов заслуг». В интервью в октябре 2016 Чарли Брукер заявил, что изначально планировалось, что в этом эпизоде на радио будет звучать песня, которую героиня Джон-Кеймен исполняла в эпизоде «Пятнадцать миллионов заслуг», однако им не удалось это сделать из-за проблем с авторскими правами.
Дополнительного поворота сюжета в конце эпизода не было в первоначальном сценарии, но Брукер добавил его после разговоров с Трахтенбергом. Также он признал, что этот поворот отчасти был навеян статьей Мэллори Ортберга. Трахтенберг также заявил, что избрание Уайатта Рассела на роль Купера заставило его немного смягчить характер персонажа, чтобы зрители «болели за него, чтобы извлечь урок». Кроме этого, Брукер заверил, что этот эпизод имеет много пасхалок — ссылок на игры BioShock, Indiana Jones and the Temple of Doom и Resident Evil. Кроме того, сам Шу является отсылкой к известному японскому геймдизайнеру Хидэо Кодзиме, а наслаивание миров в тесте к фильму Начало.

## Оценки
Адам Читвуд из издания Collider назвал эпизод одним из самых ярких в сезоне и отметил, что он «искренне ужасает».